# Marian (Jack de Nijs Sextet)
Marian is een single van het Jack de Nijs Sextet. Met deze 6-mansformatie bracht hij ook de opvolger Hee dans met mij (1973) uit. De Nijs is later vooral bekend geworden onder zijn artiestennaam Jack Jersey.
Van Marian schreef De Nijs de tekst op een melodie van Giorgio Moroder. Marian is een meisje dat hem groet met een kaart. Hij raakt verliefd op haar, maar dat is van korte duur als hij ontdekt dat zij al een ander heeft. Op de B-kant bezingt hij Christina; dit lied werd geheel door hemzelf geschreven. De single stond vijf weken lang in de Tipparade van Radio Veronica.
Marian verscheen niet op een reguliere elpee, maar wel op het album 3 In 1. Deze bracht hij samen met Jan Boezeroen en Cock van der Palm uit. Daarnaast kwam het in 1972 op het verzamelalbum Op losse groeven 5 te staan van het gelijknamige muziekprogramma van de TROS. Een afbeelding van deze elpee is ook op de hoes van de single afgebeeld.